# Anisodes oberthuri
Anisodes oberthuri là một loài bướm đêm trong họ Geometridae.